# Orignolles
Orignolles ist eine französische Gemeinde mit 715 Einwohnern (Stand: 1. Januar 2022) im Département Charente-Maritime. Sie gehört zum Arrondissement Jonzac und zum Kanton Les Trois Monts. Die Einwohner werden Orignollais genannt.

## Geographie
Orignolles liegt etwa 49 Kilometer nordnordöstlich von Bordeaux. Umgeben wird Orignolles von den Nachbargemeinden Montlieu-la-Garde im Westen und Norden, Neuvicq im Nordosten, Saint-Martin-d’Ary im Osten sowie Clérac im Süden.

## Bevölkerungsentwicklung
| Jahr                       | 1962 | 1968 | 1975 | 1982 | 1990 | 1999 | 2006 | 2019 |
| Einwohner                  | 650  | 611  | 609  | 635  | 653  | 625  | 604  | 687  |
| Quellen: Cassini und INSEE |      |      |      |      |      |      |      |      |

## Sehenswürdigkeiten
- Kirche Saint-Pierre aus dem 12. Jahrhundert, Umbauten aus dem 15. Jahrhundert (siehe auch: Liste der Monuments historiques in Orignolles)

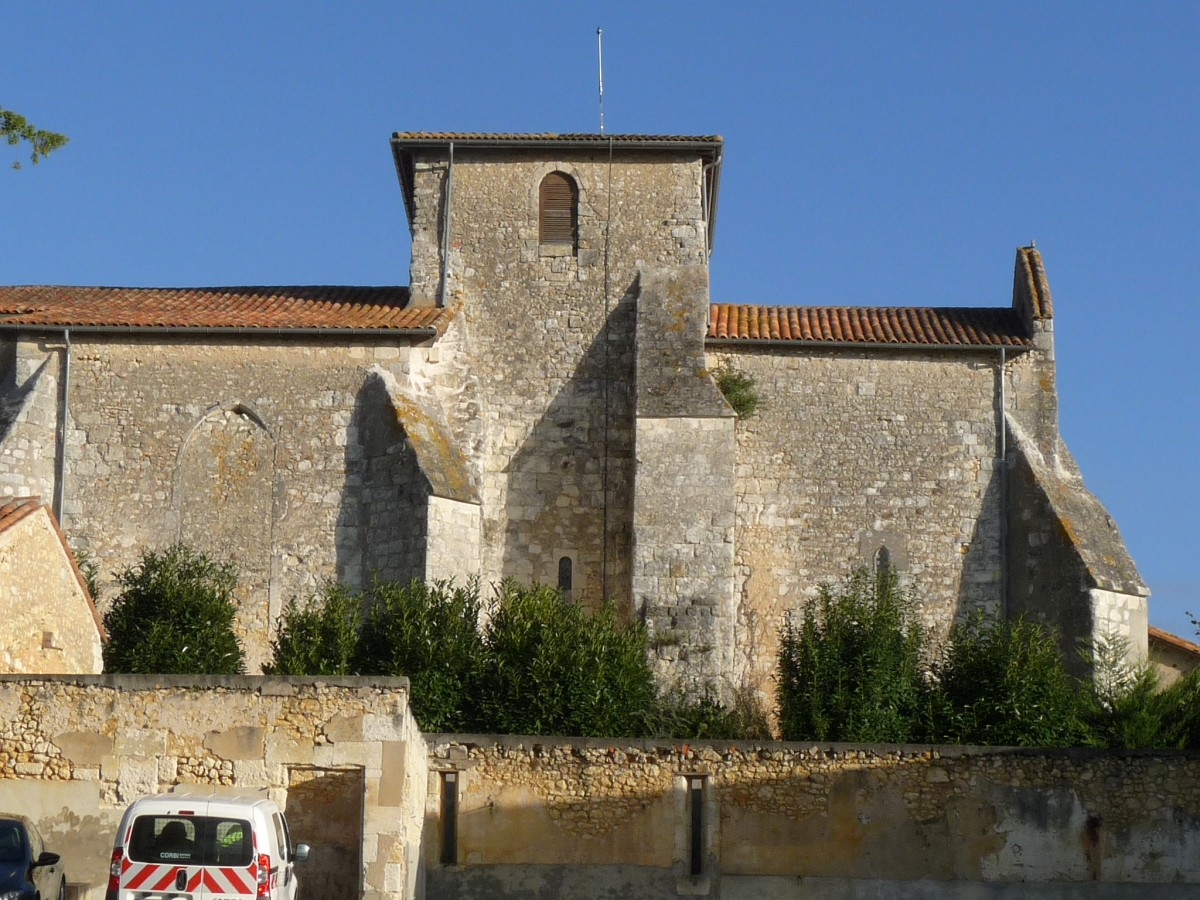
Kirche Saint-Pierre